# HMS Hermes (1953)
HMS Hermes (R12) – brytyjski lotniskowiec typu Centaur z okresu zimnej wojny, następnie indyjski INS Viraat (R22). Jego budowę rozpoczęto podczas II wojny światowej, a ukończono dopiero w latach 50. według zmodyfikowanego projektu. Służył w Royal Navy w latach 1959–1984, w roku 1987 sprzedany Indiom i przekazany do służby w Indyjskiej Marynarce Wojennej.  
W służbie brytyjskiej wziął udział w wojnie o Falklandy. W końcowym okresie służby był najstarszym na świecie lotniskowcem pozostającym w służbie liniowej. Ostatecznie skreślono go ze stanu floty 6 marca 2017 roku. W linii zastąpi go nowy indyjski lotniskowiec INS „Vikrant”.

## Budowa
Geneza lotniskowca „Hermes” sięga II wojny światowej, kiedy to dla marynarki brytyjskiej Royal Navy zaprojektowano nowy typ lotniskowców średniej wielkości Centaur, będących pośrednim typem między lekkimi lotniskowcami typów Colossus i Majestic, a dużymi lotniskowcami uderzeniowymi typu Audacious. Budowę ośmiu okrętów rozpoczęto w latach 1944–1945. W związku jednak z zakończeniem wojny, budowę czterech okrętów zawieszono, a pozostałej czwórki anulowano. W końcu trzy lotniskowce: HMS „Centaur”, „Albion” i „Bulwark”, wodowane w drugiej połowie lat 40., wprowadzono do służby na początku lat 50. W tym czasie zdecydowano też ukończyć czwarty lotniskowiec, HMS „Hermes”, z licznymi zmianami w projekcie, w celu nadążenia za rozwojem techniki lotniczej.
Stępkę pod budowę HMS „Hermes” położono 21 czerwca 1944 roku w stoczni Vickersa w Barrow-in-Furness. Początkowo miał nosić nazwę „Elephant”, lecz szybko ją zmieniono dla upamiętnienia lotniskowca „Hermes” zatopionego podczas drugiej wojny światowej. Wodowano go dopiero 16 lutego 1953 roku, a wszedł do służby 25 listopada 1959 roku – piętnaście lat po rozpoczęciu budowy. „Hermes” pozostał ostatnim brytyjskim zbudowanym lotniskowcem dla samolotów konwencjonalnego startu (CATOBAR). Kolejne brytyjskie lotniskowce były mniejsze od niego, aż do czasu wejścia do służby typu Queen Elizabeth w 2017 roku.

## Konstrukcja i modernizacje
"Hermes" różnił się od trzech pierwszych okrętów typu Centaur, gdyż od początku wprowadzono na nim ulepszenia w projekcie. W miarę kolejnych modernizacji, różnice te się powiększały. Od początku otrzymał on częściowo wystający poza lewą burtę skośny pokład do lądowania, którego oś wytyczona była pod kątem 6,5° do osi kadłuba (8° według innych źródeł). Pokład lotniczy miał maksymalnie szerokość 44 m. Z powodu umieszczenia dwóch długich katapult parowych na pokładzie dziobowym, przystosowanych do startu samolotów o masie do 22 ton, przedni podnośnik samolotów umieszczony był nietypowo dla lotniskowców brytyjskich - na krawędzi skośnego pokładu, na lewej burcie. Drugi podnośnik umieszczony był standardowo, centralnie w osi kadłuba na rufie, chociaż to ustawienie, typowe dla lotniskowców wojennej budowy, nie było praktyczne. "Hermes" posiadał hangar dla samolotów o wymiarach (długość / szerokość / wysokość) 111,25 x 18,9 x 5,33 m. W stosunku do innych okrętów typu, miał też powiększoną nadbudówkę. Lotniskowiec otrzymał najbardziej zaawansowane wyposażenie elektroniczne z okrętów brytyjskich, z dużą anteną radaru Type 984 na nadbudówce i systemem automatycznego śledzenia samolotów.
Lotniskowiec następnie był szereg razy modyfikowany. Od lutego 1964 do maja 1966 przechodził modernizację w Devonport, w celu dostosowania go do nowszych samolotów. Pokład lotniczy poszerzono do 48,8 m, dodając też wąskie przejście po prawej stronie nadbudówki. Usunięto działka 40 mm, instalując 2 wyrzutnie rakiet plot bliskiego zasięgu Sea Cat na rufowych sponsonach.
Główną wadą okrętu były jednak stosunkowo małe wymiary, wystarczające jak na lotniskowiec okresu II wojny światowej, lecz utrudniające operowanie z niego coraz cięższych i szybszych odrzutowców. Dlatego w 1970 wycofano okręt z pierwszej linii i od marca 1971 do sierpnia 1973 poddano przebudowie w Devonport na śmigłowcowiec desantowy, podobnie jak przedtem HMS "Albion" i "Bulwark". Usunięto z niego wyposażenie dla samolotów, jak katapulty i aerofiniszer, jak również radar Type 984. Mógł przewozić 750 żołnierzy desantu Royal Marines z wyposażeniem.
Z uwagi na opóźnienia programu lotniskowców typu Invincible, "Hermes" został przebudowany między majem a grudniem 1976 na śmigłowcowiec do zwalczania okrętów podwodnych, zachowując przy tym możliwości przewożenia desantu.

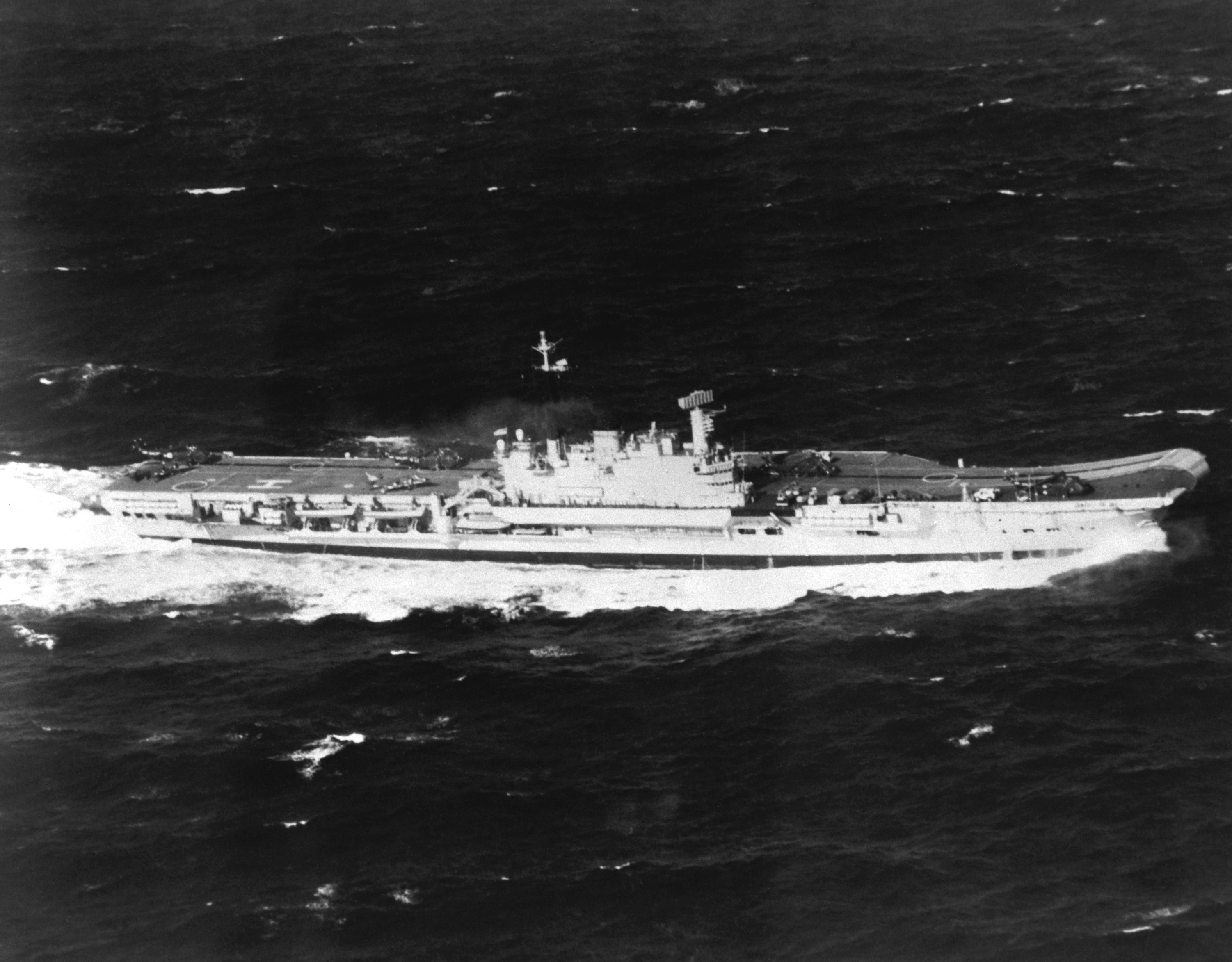
"Hermes" w marcu 1982

Rewolucyjną zmianą w karierze okrętu było pojawienie się samolotów pionowego i krótkiego startu i lądowania (V/STOL) Hawker Siddeley Harrier. W styczniu 1977 prowadzono na HMS "Hermes" próby bazowania prototypów Harriera na okrętach, a następnie w grudniu 1979 próby jego wersji morskiej Sea Harrier. Próby okazały się udane i od 1980 do czerwca 1981 okręt przebudowano ponownie na lekki lotniskowiec. Po lewej stronie pokładu dziobowego zbudowano na nim tzw. skocznię (ski jump) – wznoszącą się pod kątem 12° rampę, z charakterystycznym opływowym przodem dla zachowania lepszej aerodynamiki okrętu. Zastosowanie skoczni pozwalało na krótki start samolotów Sea Harrier z większą masą uzbrojenia, niż w przypadku krótkiego startu z płaskiego pokładu, a tym bardziej pionowego startu. Między grudniem 1983 a marcem 1984 okręt przeszedł ponownie niewielką przebudowę.
Początkowo grupa lotnicza "Hermesa" obejmowała 30 samolotów i śmigłowców. W okresie służby jako klasyczny lotniskowiec, od 1960 do 1970, składała się głównie z samolotów myśliwsko-bombowych Supermarine Scimitar, od 1966 zastąpionych przez szturmowe Blackburn Buccaneer, myśliwców przechwytujących de Havilland Sea Vixen, samolotów wczesnego ostrzegania Fairey Gannet i śmigłowców zwalczania okrętów podwodnych (ZOP) Westland Wessex. Jako śmigłowcowiec, był wyposażony w śmigłowce transportowe i ZOP Wessex i Westland Sea King. Z kolei jako lekki lotniskowiec, był wyposażony w samoloty myśliwsko-szturmowe Sea Harrier i śmigłowce ZOP Sea King.

## Służba

### Marynarka brytyjska
"Hermes" początkowo używany był w licznych ćwiczeniach brytyjskiej Royal Navy oraz flot NATO. W przeciwieństwie do wcześniejszych brytyjskich powojennych lotniskowców, wycofanych na fali oszczędności w latach 70., uczestniczył jednak intensywnie w konflikcie zbrojnym na pełną skalę – wojnie o Falklandy z Argentyną w 1982. Miał być początkowo wycofany w 1982, lecz po wybuchu wojny został wyposażony jako okręt flagowy sił brytyjskich i wysłany w rejon działań, ze zwiększoną w stosunku do stanu pokojowego ilością samolotów Sea Harrier. "Hermes" był jednym z dwóch tylko dostępnych brytyjskich lotniskowców i jego myśliwce toczyły zacięte walki z argentyńskim lotnictwem. Z lotniskowca operowały także pododdziały komandosów Special Air Service (SAS) i Królewskich Marines.
Po wojnie, w obliczu wejścia do służby dwóch pozostałych lekkich lotniskowców typu Invincible, "Hermes" był wykorzystywany do celów szkolnych, a następnie 12 kwietnia 1984 wycofany ze służby brytyjskiej.

### Marynarka indyjska
19 kwietnia 1986 dawny HMS „Hermes” został sprzedany Indiom. Cena wyniosła 60 milionów funtów. Po remoncie w Devonport, został 12 maja 1987 przekazany indyjskiej marynarce wojennej, gdzie został przemianowany na „Viraat” (numer taktyczny R22). Oficjalnie wszedł do służby indyjskiej dopiero 15 lutego 1989. Od początku został okrętem flagowym floty indyjskiej. Już w 1989 roku brał udział operacji Jupiter – planowanej ewakuacji obywateli indyjskich pod koniec zaangażowania indyjskiego w konflikt na Sri Lance. W tym celu 27 lipca 1989 śmigłowce przeniosły na lotniskowiec 366 żołnierzy z wyposażeniem z pułku Garwhal Rifles, którzy do 12 sierpnia pozostawali w gotowości do desantu na wyspie, do czego ostatecznie nie doszło.

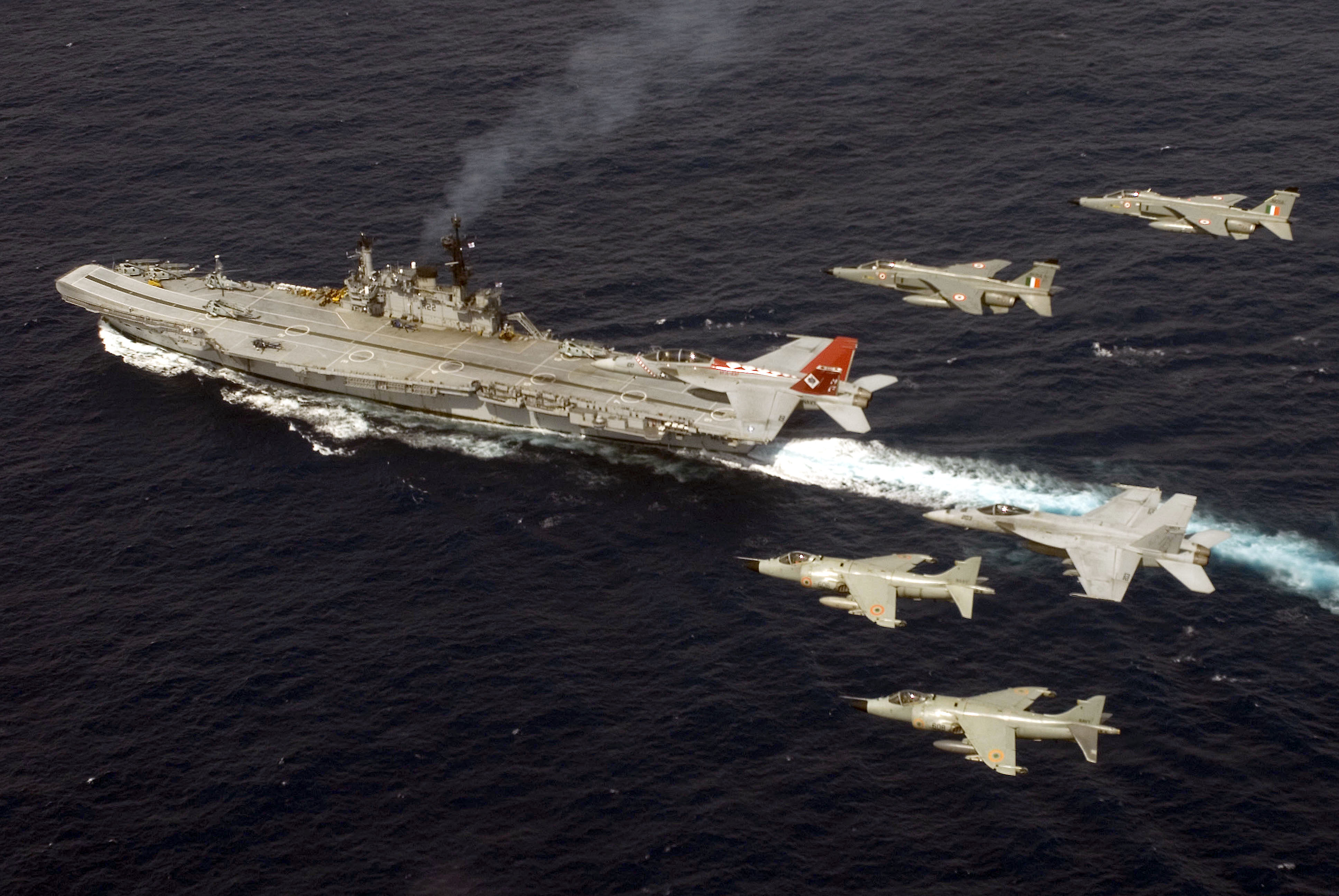
„Viraat” w 2007

W 1993 na okręcie doszło do awarii, w postaci zalania maszynowni. Od 1995 po remoncie, znajdował się ponownie w służbie. Od lipca 1999 do kwietnia 2001 przechodził ponowny remont i modernizację wyposażenia, który przedłużył jego operatywność do 2010. Zastosowano m.in. nowe wyposażenie elektroniczne. W czerwcu 2001 „Viraat” powrócił do służby.
Od połowy 2003 do listopada 2004 przechodził kolejny remont, podczas którego został także uzbrojony w nowoczesne izraelskie pociski przeciwlotnicze krótkiego zasięgu Barak SAM.
W latach 2009–2012 okręt przeszedł szereg remontów w Koczinie, najpierw długi (większość 2009 roku), następnie krótszy (latem 2011 roku), a następnie ponownie długi (od listopada 2012 roku). W lutym 2016 roku „Viraat” ostatni raz uczestniczył w międzynarodowej rewii floty w Indiach, po czym w lipcu 2016 przepłynął o własnych siłach z Mumbaju do Koczinu w celu wycofania ze służby. Ceremonia ostatecznego opuszczenia bandery odbyła się 6 marca 2017 roku. Okręt początkowo planowano zachować jako pływający hotel i okręt-muzeum w stanie Andhra Pradesh, ale ze względu na trudności z realizacją inwestycji planuje się oddanie na złom. Od 2020 roku okręt oczekuje na złomowanie.
Podczas służby w Indiach okręt przepłynął 588 287 mil morskich (1 094 215 km) w ciągu prawie 2252 na morzu, a jego statki powietrzne spędziły 22 622 godzin w powietrzu. Miał w tym czasie 22 dowódców.
Jako jedyny indyjski lotniskowiec pozostał INS „Vikramaditya”, do czasu planowanego wprowadzenia do służby lotniskowca „Vikrant”.

## Dane taktyczno-techniczne
- zapas paliwa: 3500 t mazutu (inne dane 4200 t)

### Uzbrojenie
- po zbudowaniu
  - 10 działek plot Bofors 40 mm (5xII)

- od 1966
  - 2 poczwórne wyrzutnie pocisków przeciwlotniczych krótkiego zasięgu Sea Cat

- od 2004 ("Viraat")
  - 2 wyrzutnie pocisków przeciwlotniczych krótkiego zasięgu Barak SAM
  - 2 działka 40 mm

### Grupa lotnicza
- do 30 samolotów i śmigłowców. Przykładowe zestawienia:
- 1960:
  - 30: 8 Scimitar F1 (myśl-bomb.), 12 Sea Vixen FAW1 (myśl.), 4 Gannet AEW3 (wczesn. ostrz.), 14 śmigłowców Whirlwind HAS7 (ZOP), 1 śmigłowiec Dragonfly HR5 (SAR)

- 1966:
  - 30: 7 Buccaneer S2 (szturm.), 12 Sea Vixen FAW2, 4 Gannet AEW3, 1 Gannet COD4 (transp.), 5 śmigłowców Wessex HAS3 (ZOP), 1 śmigłowiec Wessex HAS1 (SAR)

- 1973-79
  - 18 śmigłowców: 9 Wessex HU5 (transp.), 9 Sea King HAS1 (ZOP)

- 1981
  - 17: 8 Sea Harrier FRS1 (myśl-szturm V/STOL), 9 śmigłowców Sea King HAS5

- 1982 (wojna o Falklandy)
  - 34: 12 Sea Harrier FRS1, 9 Sea King HAS5 (ZOP), 9 Sea King HC4 (transp)

- Indie
  - ok. 30: Sea Harrier FRS51, Sea King Mk.42B lub Ka-28 (śmigłowiec ZOP), Ka-31 (śmigł. wczesn. ostrzeg.), Sea King Mk.42C (śmigł. transp.), HAL Chetak

### Opancerzenie
- pokład lotniczy: 25–51 mm